# Jolanta Rudzka-Habisiak
Jolanta Ewa Rudzka-Habisiak (ur. 1958) – polska artystka związana ze sztuką tkaniny artystycznej, a także nauczycielka akademicka, rektor Akademii Sztuk Pięknych im. Władysława Strzemińskiego w Łodzi (2012–2020).  

## Życie i twórczość
Studiowała w Państwowej Wyższej Szkole Sztuk w Łodzi (obecnie Akademia Sztuk Pięknych im. Władysława Strzemińskiego w Łodzi), którą ukończyła w 1985 otrzymując dyplom w Pracowni Tkaniny Unikatowej. W 2005 została profesor zwyczajną w Pracowni Innowacyjnego Obiektu do Wnętrza, Dywanu i Gobelinu w macierzystej uczelni. W 2012 została wybrana na rektora uczelni, a w 2016 otrzymała reelekcję zdobywając ponad 70% głosów elektorów.
Artystka brała udział w kilkuset wystawach w Polsce oraz za granicą. Zajmuje się przede wszystkim tworzeniem obiektów i instalacji, a także grafiką warsztatową. Przez wiele lat pracowała jako projektantka dywanów przemysłowych. Posiada własną markę, pod którą zajmuje się realizacją autorskich dywanów oraz miękkich elementów wystroju wnętrz. Jest członkiem Friends of Fibre Art International i prezesem Fundacji Protextil zajmującej się promocją polskiej tkaniny artystycznej, a od 2016 jest przewodniczącą rady Centralnego Muzeum Włókiennictwa w Łodzi. 
Artystka wielokrotnie zasiadała w konkursach w jury, jak i również projektowała i realizowała ekspozycje krajowych oraz zagranicznych wystaw.

## Odznaczenia i nagrody
- Honorowy Medal 600-lecia Miasta Łodzi "za działania na rzecz rozwoju Łodzi przyznawane z okazji 600-lecia Miasta" (2023)[5]
- Krzyż Kawalerski Orderu Odrodzenia Polski – 2020[6][7]
- Nagroda Ministra Kultury i Dziedzictwa Narodowego za osiągnięcia organizacyjne – 2020
- pozostałe, m.in.: Excellence Award (II nagroda) na International Textile Competition w Kioto (1987), I nagroda Ministra Kultury i Sztuki na IV Ogólnopolska Wystawa Tkaniny Unikatowej (1988), I nagroda za miniaturę w Textile Art Center w Chicago (1992), Złoty Medal na 7. Międzynarodowych Triennale Tkaniny w Łodzi (1992) oraz Srebrny Medal i Medal Centralnego Muzeum Włókiennictwa na 9. Międzynarodowe Triennale Tkaniny w Łodzi (1998), Grand Prix na 5. Nadbałtyckich Biennale Miniatury w Gdyni (2001) czy Nagroda rektora ASP (w 1999, 2002 i 2005)[8]